# Amblyeleotris stenotaeniata
Amblyeleotris stenotaeniata là một loài cá biển thuộc chi Amblyeleotris trong họ Cá bống trắng. Loài cá này được mô tả lần đầu tiên vào năm 2004.

## Từ nguyên
Từ định danh stenotaeniata được ghép bởi hai âm tiết trong tiếng Hy Lạp cổ đại: stenós (στενός; “chật hẹp”) và tainía (ταινία; “dải, băng”), hàm ý đề cập đến các dải xiên và mảnh ở hai bên thân loài cá này.

## Phân bố
A. stenotaeniata hiện chỉ được biết đến ở Nouvelle-Calédonie, được tìm thấy trên nền cát độ sâu khoảng 10–20 m.

## Mô tả
Chiều dài cơ thể lớn nhất được ghi nhận ở A. stenotaeniata là 6,6 cm. Loài này có màu nâu nhạt, trắng ở phần bụng. Thân có 4 khoanh sọc đỏ nâu, sọc thứ năm từ gáy xiên xuống nắp mang; mỗi sọc ở thân nằm giữa một dải nâu mờ. Khoảng trắng giữa các sọc đỏ nâu có 4–5 chấm nâu sẫm. Đầu có một vạch nâu sẫm phía sau nửa trên của mắt. Vây lưng màu vàng sẫm với các đốm xanh lam, một đốm vàng tươi trên mỗi màng vây mềm. Vây hậu môn có một dải trắng ở gốc. Vây đuôi có các tia xanh lam, màng màu vàng có các vạch đỏ nâu, và một vệt vòng cung màu đỏ nâu ở gốc.
Số gai vây lưng: 7; Số tia vây lưng: 13; Số gai vây hậu môn: 1; Số tia vây hậu môn: 13; Số gai vây bụng: 1; Số tia vây bụng: 5; Số tia vây ngực: 19.